# Professor Bengt Strömgren
|  | Denne artikel er oprettet af botten PalnaBot ud fra en ekstern database. Den kan derfor have sproglige fejl eller mangler. Denne skabelon kan fjernes efter kontrol af indholdet. |

Professor Bengt Strömgren er en portrætfilm instrueret af Carl Otto Petersen efter manuskript af Mogens Phil, Bengt Strömgren.

## Handling
Portræt af den verdensberømte astronom, optaget i æresboligen på Carlsberg og i observatorierne på Østervold og i Brorfelde.